# Émetteur de Dillberg

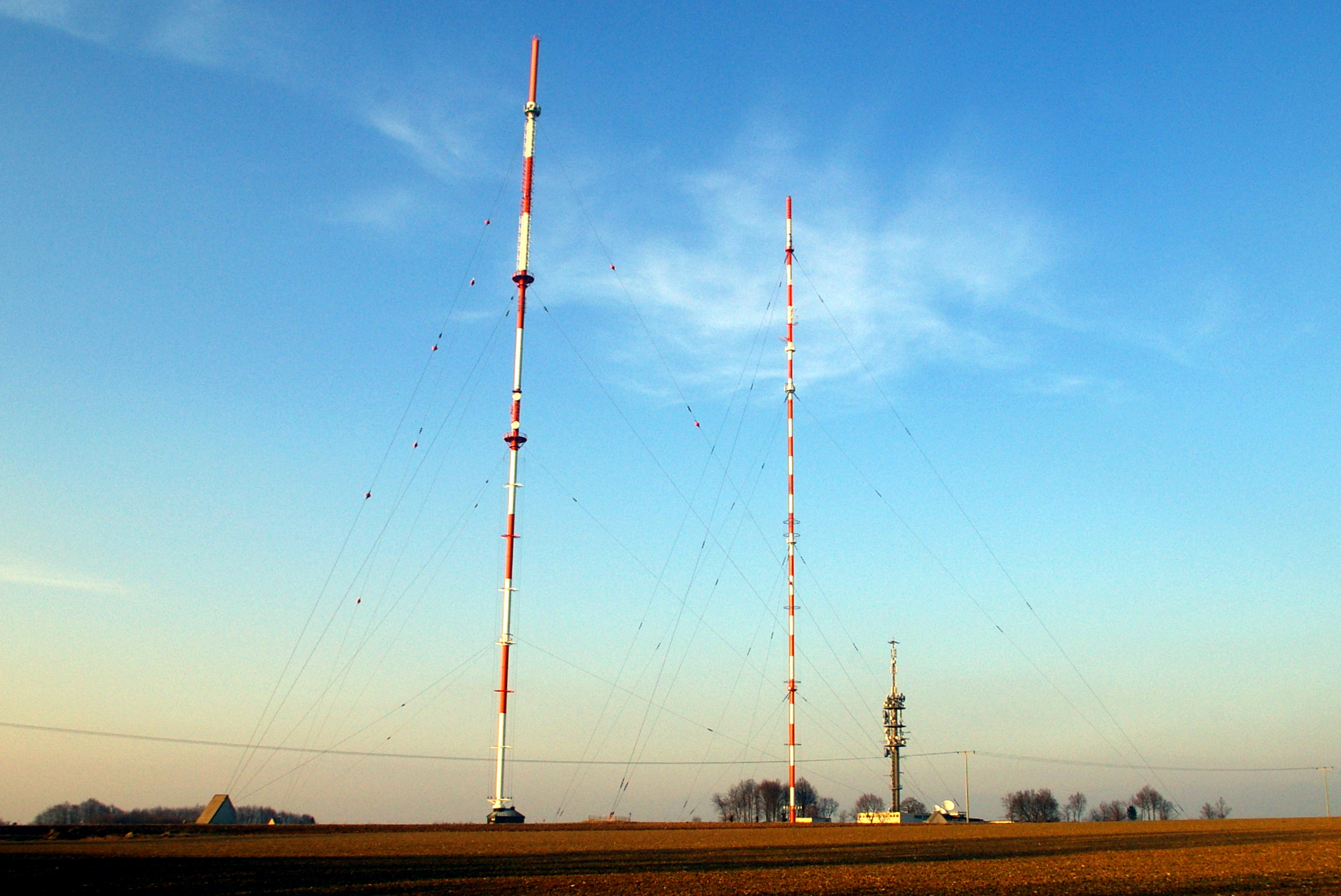
Émetteur de Dillberg

L'émetteur de Dillberg est un grand émetteur de transmission d'ondes moyennes, d'ondes ultracourtes et de télévision sur le Dillberg près de Neumarkt, Oberpfalz. Il utilise deux guyed, antenne fondée, hautes de 231 mètres et de 184 mètres. Comme antenne de transmission pour les ondes moyennes une antenne de camp, qui est montée sur le tiers inférieur du mât de radio de haut de 231 mètres est utilisée. Il y a également une antenne de camp sur le mât de radio de 184 mètres de haut.
Il a remplacé l'émetteur de Nuremburg-Kleinreut.

A panorama of Dillberg, 2013